# Fortaleza EC
Fortaleza EC är en fotbollsklubb i Fortaleza i Brasilien, bildad 18 oktober 1918. Klubben spelar i herrarnas Campeonato Brasileiro. De har ett samarbetsavtal med den svenska klubben GAIS.